# Hüttenkopf (Höfatsgruppe)
Der Hüttenkopf ist ein 1949 m ü. NHN hoher Nebengipfel der Höfats in den Allgäuer Alpen. Er liegt in dem von der Höfats nach Westnordwesten ziehenden Kamm, der Oytal und Dietersbachtal trennt, zwischen Höfats und Hahnenkopf.

## Besteigung
Auf den Hüttenkopf führt kein markierter Weg. Er kann nur weglos erreicht werden und erfordert Bergerfahrung.